# Focaccia italiana
Focaccia  é um pão italiano, em formato achatado, que é fermentado e assado em um forno. Se assemelha à pizza bianca(em português, pizza branca) de Roma. A focaccia pode ser servida como acompanhamento ou como pão de sanduíche. Pode assumir diversos formatos, como redondo, retangular ou quadrado.

## Etimologia

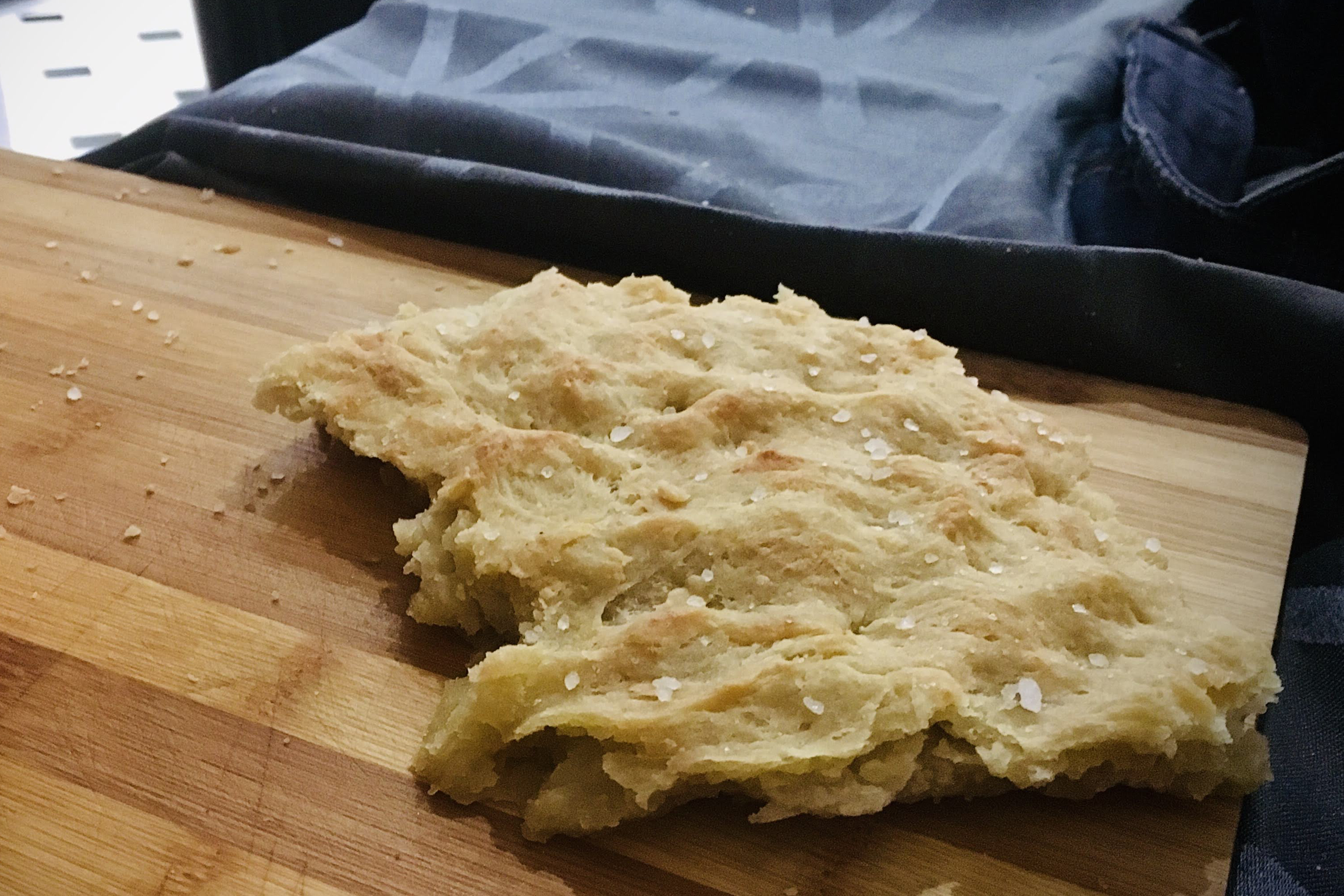
Um pedaço de focaccia sobre a tábua de madeira

Na Roma antiga, panis focacius  era um pão achatado assado na lareira . A palavra é derivada do latim focus, 'lareira, lugar para assar'.  Acredita-se que a receita básica tenha se originado dos etruscos. Todavia, hoje, está amplamente associada à culinária da Ligúria.  Fora da Ligúria, no entanto, a palavra se refere, em geral, às variantes genovesas.
O primeiro registro da palavra focaccia remonta ao século XIV. 
A focaccia, em alguns casos, é considerada uma variante da pizza nas publicações fora da Itália.  A focaccia deve fermentar depois de ser achatada, diferente da pizza, que é assada imediatamente. 

## Variantes regionais

### Variantes da Ligúria

#### Focaccia genovese
Focaccia genovese (em português chamada 'focaccia genovesa'), è caracterizada pela presença de buracos do tamanho de um dedo em sua superfície, ou "covinhas" (ombrisalli no dialeto genovese). Ela é regada com  azeite, sal grosso, às vezes água, antes de ir ao forno.

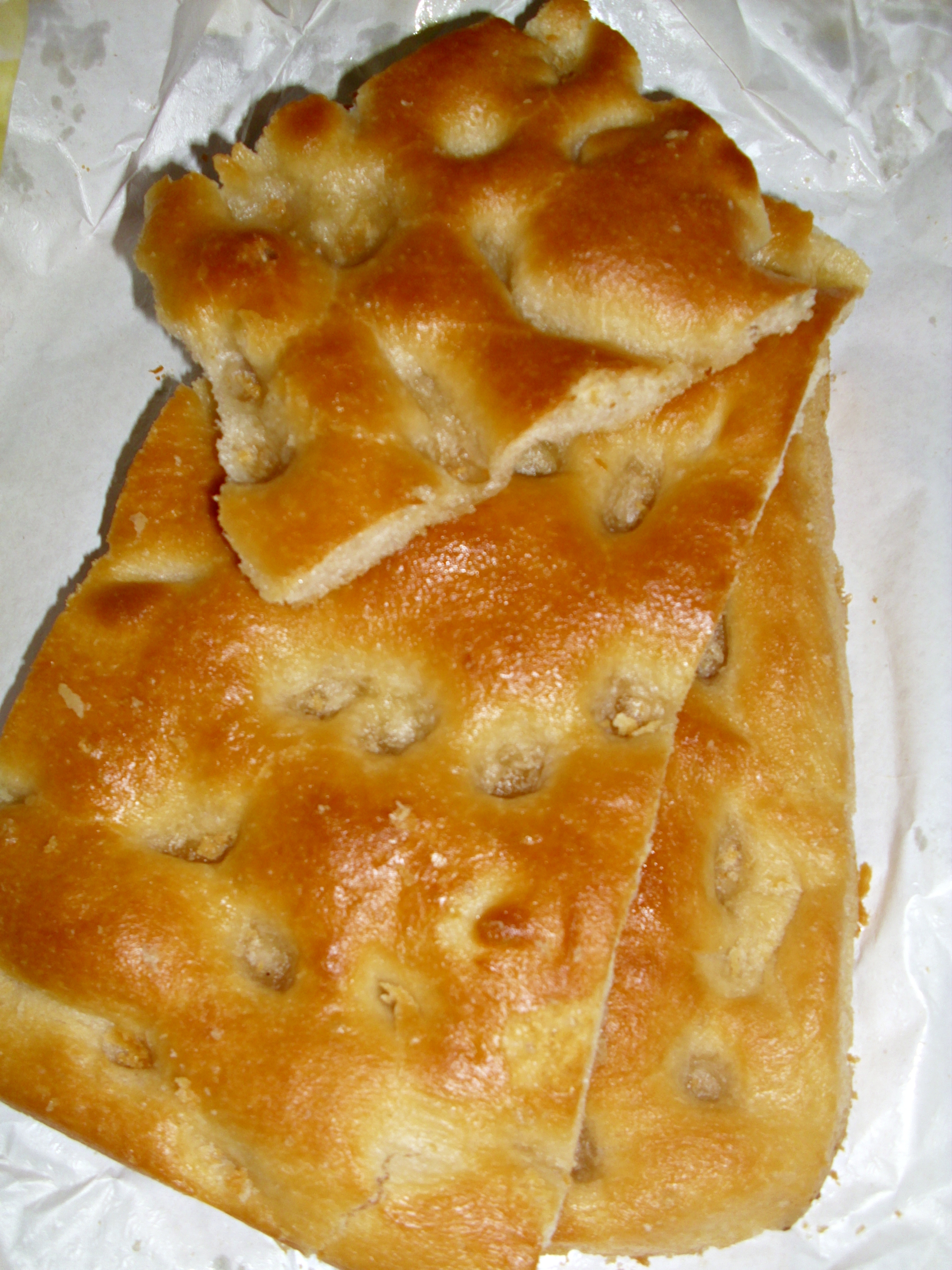
Fugaça genovesa

Em Gênova, a focaccia é consumida no café da manhã ou de tarde como lanche. Muitas vezes , se usa mergulha-la em leite ou no Capucino matinal, para amorna-la e umedecê-la.

#### Outras variantes da focaccia Luguria

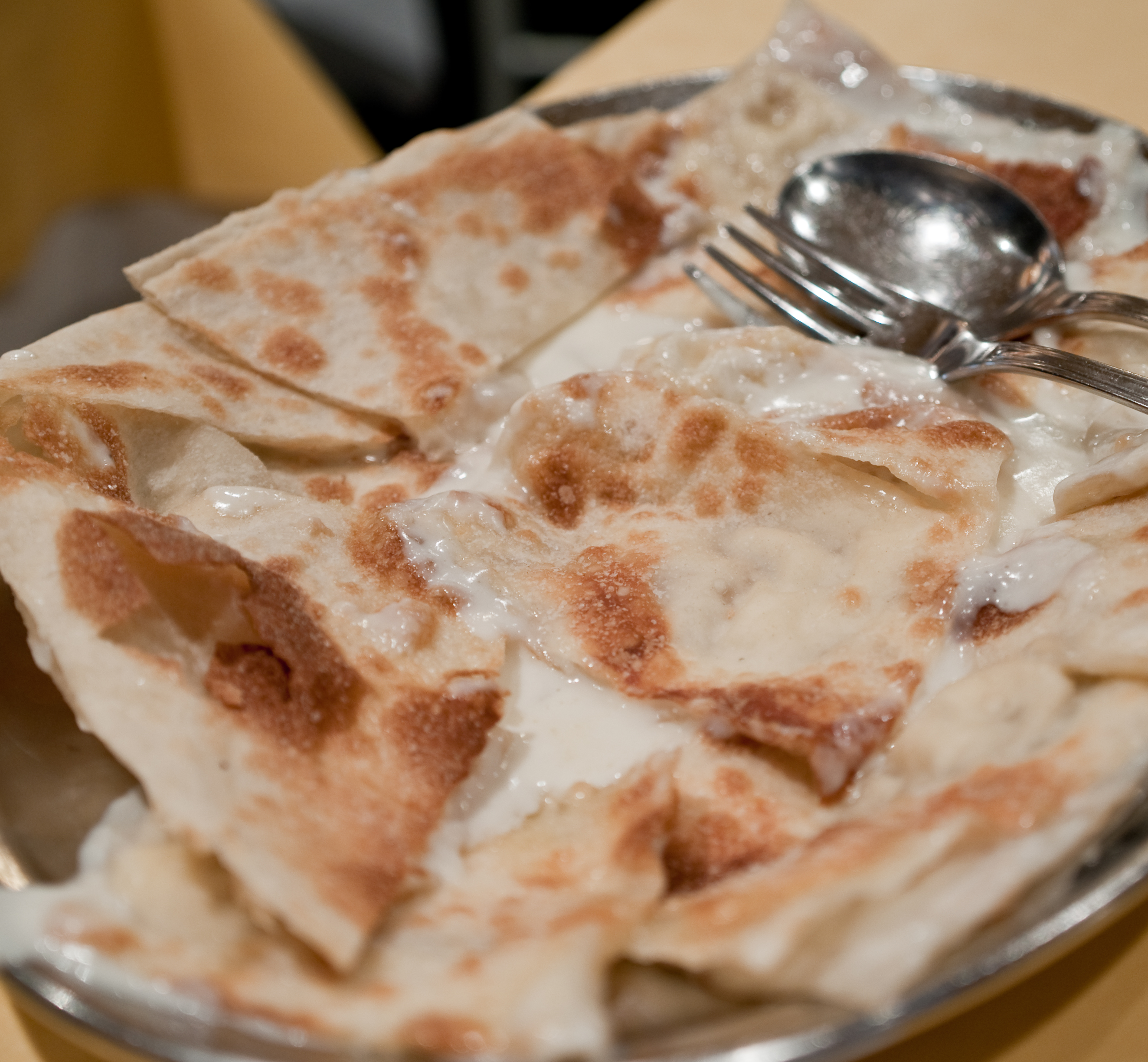
Focaccia al formaggio ou focaccia di Recco é uma variedade típica da região deRecco

A focaccia tem inúmeras variações ao longo da costa da Liguria, desde a focaccia secca, semelhante a um biscoito crocante, até a versão Voltri, macia, fofa e gordurosa.
Um exemplo peculiar é a focaccia con il formaggio (em português focaccia com queijo), também chamada focaccia di Recco ou focaccia tipo Recco, oriunda de Recco, próximo à Genova. Essa versão caracteriza-se por apresentar duas finas camadas de massa recheadas com queijo prescinsêua 

### Outras variantes
No nordeste da Itália, uma variante popular é a focaccia dolce ( em português focaccia doce), levemente pulverizada  com açúcar, podendo incluir uvas passas ou mel. No nordeste da Itália, a focaccia veneta é um doce típico da Pascoa; e sua receita é a base de ovos, açúcar e manteiga. Na cidade de Rimini,piada dei morti a piada dei morti é uma focaccia doce com uvas passas, Amêndoas, Nozes e castanhas, consumida tradicionalmente em novembro, no feriado de finados.
Na região de Tirol do Sul e na aldeia austríaca de Krimml, Osterfochaz (localmente chamada Fochiz), a focaccia é usada como presente tradicional de Páscoa, dos padrinhos para seus afilhados. O centro da focaccia é um pouco mais fino do que as bordas, para poder acomodar os os ovos de pascoa decorados.

#### Focaccia al rosmarino(Focaccia de Alecrim)
A Focaccia al rosmarino (em português focaccia de alecrim) possui alecrim no seu topo. Pode ser servida como antipasto, como acompanhamento ou mesmo como lanche. São usadas as folhas frescas de alecrim, inteiras ou cortadas, e também as secas. O alecrim deve ser espalhado pela superfície da focaccia, junto do sal grosso, antes de ir ao forno. A focaccia de batata com alecrim é, às vezes, chamada de "pizza de batata" em Nova York.
Embora o alecrim seja o tempero mais usado para acrescentar sabor à focaccia, pode-se também usar a sálvia, encontrada na focaccia alla salvia.

A Focaccia al rosmarino pode ser macia e úmida e sua receita pode variar. Pode ser salgada ou doce. Vem assada, embora, às vezes, possa ser frita. Pode-se adicionar alho ou folhas de alface. Por vezes, é servida acompanhada com fatias de prosciutto (presunto italiano). Pode também ser usada para sanduíches.

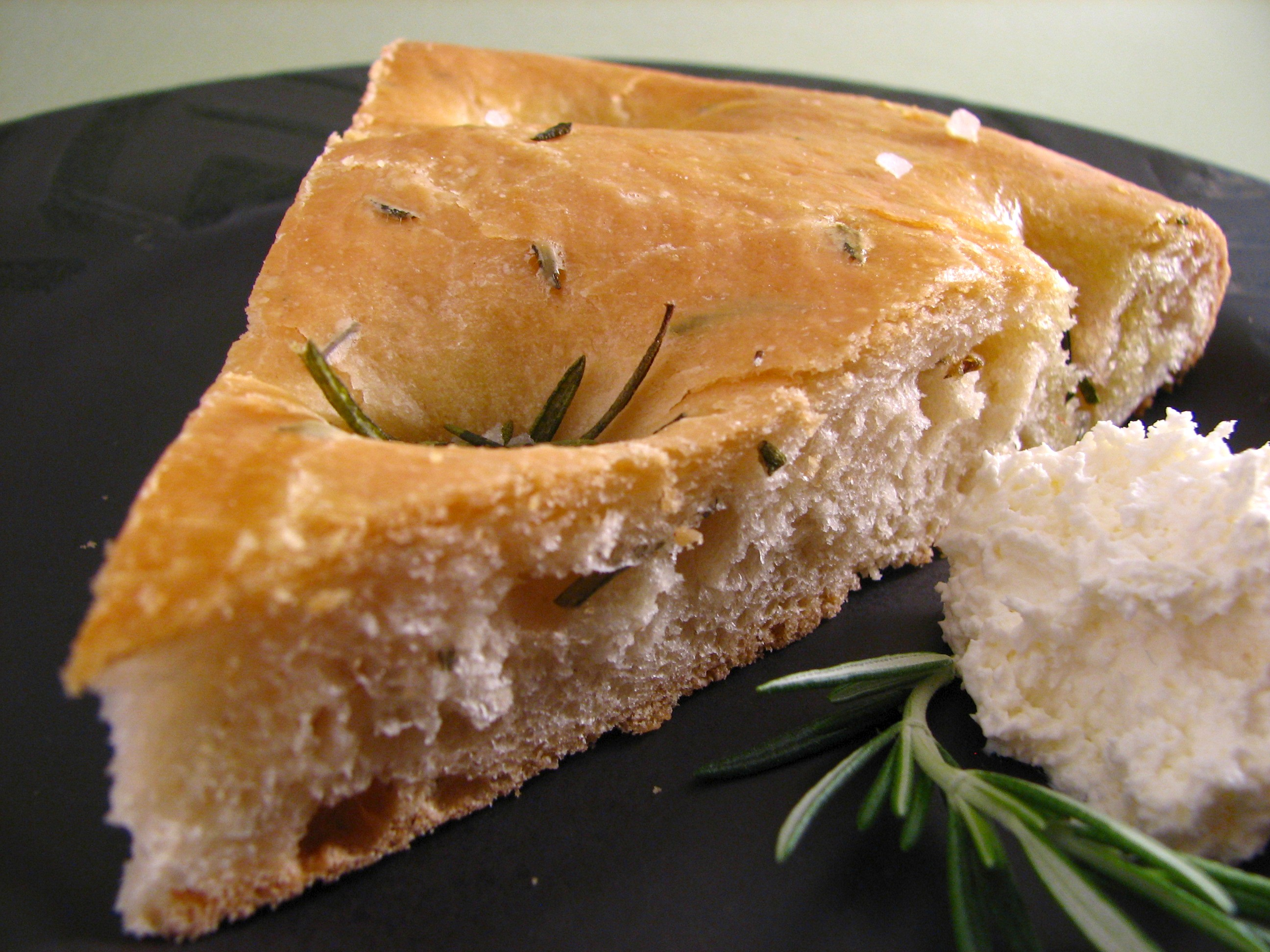
Uma visao detalhada da focaccia al rosmarino
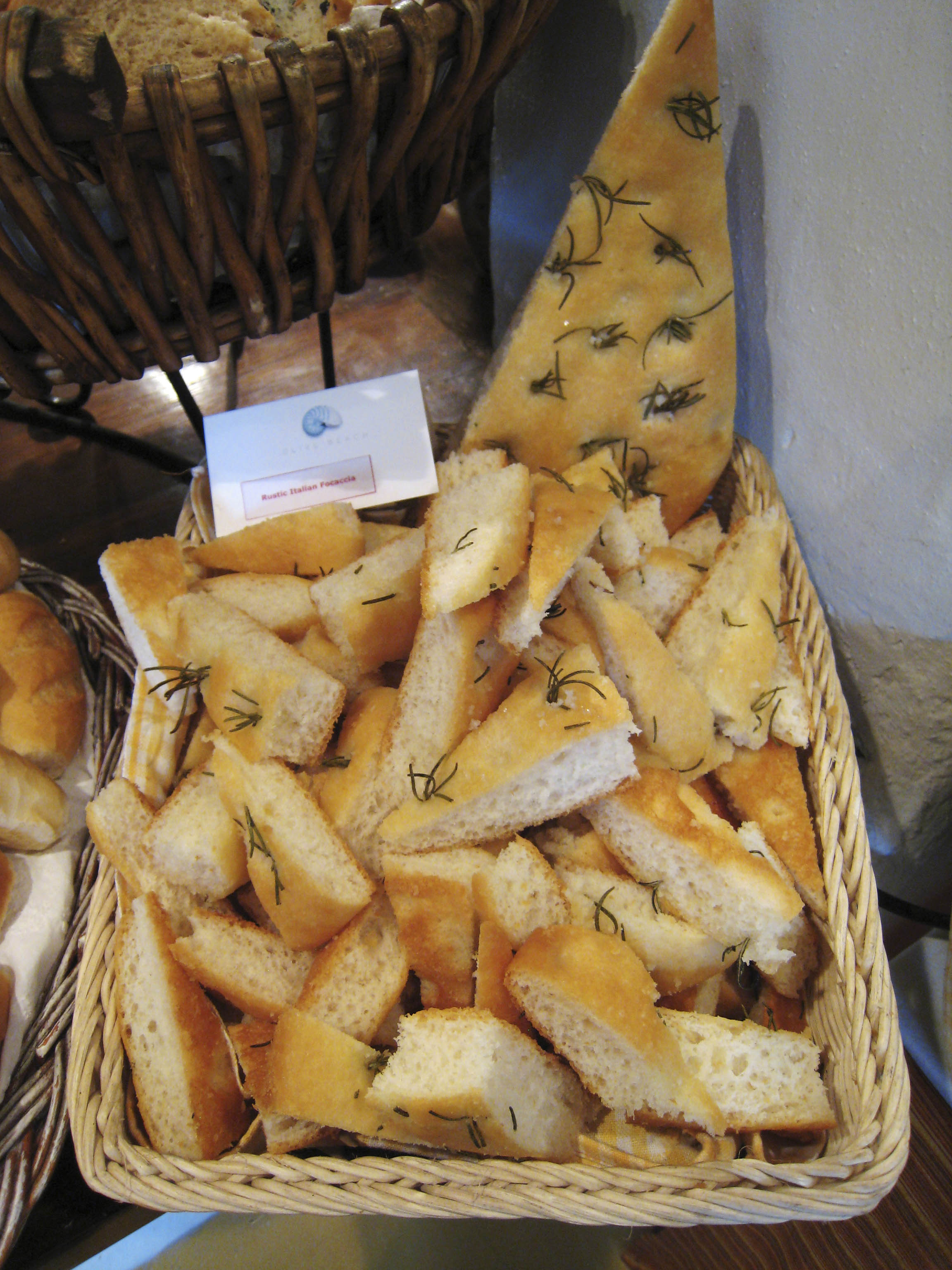
Fatias de focaccia al rosmarino
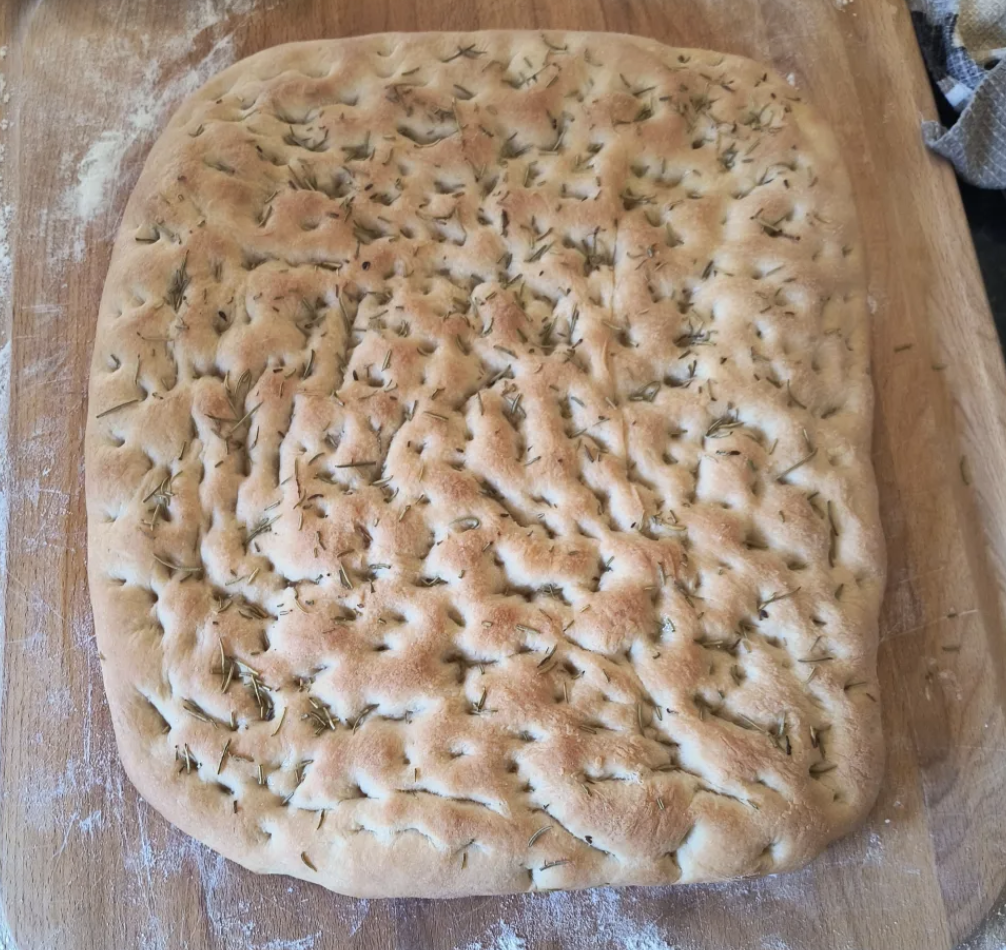
Focaccia al rosmarino com suas concavidades (ombrisalli in Genoese dialect)